# دانتي جابرييل روزيتي
دانتي جابرييل روزيتي (بالإنجليزية: Dante Gabriel Rossetti)‏ (12 مايو 1828 - 9 أبريل 1882)، شاعر ورسام ومترجم إنجليزي،أسس أخوية «بري رافاليت» في عام 1848 بالشراكة مع ويليام هنت وجون ميلياس. حيث ألهمت أعماله الرمزيين وكان من قادة الحركة الجمالية.

## انظر ايضاً
- البرتو فارغاس
- جيمس مكنيل ويسلر

## روابط خارجية
- دانتي جابرييل روزيتي على موقع الموسوعة البريطانية (الإنجليزية)
- دانتي جابرييل روزيتي على موقع ميوزك برينز (الإنجليزية)
- دانتي جابرييل روزيتي على موقع إن إن دي بي (الإنجليزية)
- دانتي جابرييل روزيتي على موقع أول ميوزيك (الإنجليزية)
- دانتي جابرييل روزيتي على موقع ديسكوغز (الإنجليزية)